# Bas 't Hart
Bastiaan (Bas) 't Hart (Pernis, 10 april 1851 - Oostvoorne, 29 januari 1922) was een Nederlandse schipper en redder van schipbreukelingen.
't Hart was werkzaam als garnalenvisser. In 1873 nam hij het commando over van de reddingsboot Rotterdamsch Welvaren van de Brielse Reddingsmaatschappij. Rond die periode werden de taken van de maatschappij moeilijker door de opening van de Nieuwe Waterweg waardoor de Nieuwe Maas moeilijker bevaarbaar werd. 
Bekende reddingen onder zijn leiding waren die van het Engelse stoomschip The Little Beck op de Maasvlakte (1884), het Franse barkschip Olivier Madeleine (1886), de Duitse driemaster Die Else op de Maasvlakte (1898), de Belgische stoomtrawler Germaine uit Oostende op de Westplaat (1903), het Nederlandse stoomschip Voorne en Putten II nabij Den Nol bij Zwartewaal (1903) en die van het Engelse stoomschip Selby Abbey op de Hinder Ribben (1911). 't Hart was de laatste schipper van de Brielse Reddingsmaatschappij die in 1917 werd opgeheven.
Hij had een winkel in Brielle en verhuisde in 1907 naar Oostvoorne waar hij een strandbedrijf en pension begon. Naar hem werd in Den Briel een zeeverkennersgroep vernoemd. 

## Onderscheidingen
- Bronzen reddingsmedaille (voor The Little Beck)
- Franse zilveren reddingsmedaille (voor de Olivier Madeleine)
- Ridder in de Orde van de Nederlandse Leeuw (1898, voor Die Else)
- Grote zilveren reddingsmedaille (1907, zilveren jubileum)